# Sathrochthonius pefauri
Sathrochthonius pefauri är en spindeldjursart som beskrevs av Vitali-di Castri 1974. Sathrochthonius pefauri ingår i släktet Sathrochthonius och familjen käkklokrypare. Inga underarter finns listade i Catalogue of Life.